# Yūdai Inoue
Yūdai Inoue (japanisch 井上 裕大 Inoue Yūdai; * 30. Mai 1989 in der Präfektur Ōita) ist ein japanischer Fußballspieler.

## Karriere
Inoue erlernte das Fußballspielen in der Jugendmannschaft von Ōita Trinita. Seinen ersten Vertrag unterschrieb er 2008 bei Ōita Trinita. Der Verein spielte in der höchsten Liga des Landes, der J1 League. Am Ende der Saison 2009 stieg der Verein in die J2 League ab. Für den Verein absolvierte er 48 Ligaspiele. 2014 wechselte er zum Ligakonkurrenten V-Varen Nagasaki. Für den Verein absolvierte er 71 Ligaspiele. 2016 wechselte er zum Ligakonkurrenten FC Machida Zelvia.

## Erfolge
Oita Trinita
- J.League Cup

Sieger: 2008